# Euxoa praevisa
Euxoa praevisa là một loài bướm đêm trong họ Noctuidae.